# Mr. Nutz
Mr. Nutz — видеоигра в жанре двухмерного платформера, выпущенная Ocean Software для игровой системы Super Nintendo в 1993 году, а позже портированная на Sega Mega Drive и Game Boy (в 1994 году), Sega Channel (в 1995 году), Game Boy Color (в 1999 году), и Game Boy Advance (в 2001 году).
Игра для одного игрока. Mr. Nutz — антропоморфный бельчонок, который носит обувь, перчатки и кепку. Ему предстоит пройти через шесть уровней. Конечной целью является остановить некого Mr. Blizzard, йети, который является финальным боссом и пытается захватить власть над миром, используя свои магические силы, чтобы устроить новый ледниковый период. Игра очень похожа на другие 2D-платформеры своего времени. Прыжки сверху на врагов являются основным методом истребления оных. Также можно использовать орехи, которые надо собирать по ходу уровня, или хвост.
Ocean выпустили в 1994 году ещё одну игру, для компьютеров Amiga, под названием Mr. Nutz: Hoppin’ Mad. Первоначально игра носила название Timet: The Flying Squirrel и разрабатывалась компанией Kaiko. Перед финальным релизом Ocean выкупила права на игру и воспользовавшийсь популярностью персонажа Mr. Nutz, заменила спрайты главного героя игры. Её портирование планировалось и на Sega Mega Drive (под названием Mr Nutz 2), но официально игра так и не была выпущена. Однако, рабочий образ есть в Интернете.

## Геймплей
Mr. Nutz может бегать, прыгать, плавать (необходимо на некоторых уровнях) и собирать предметы. Большинство врагов можно уничтожить, прыгая на них сверху, ударив хвостом, или бросая в них орехи, которые нужно собирать. Большинство врагов можно убить с одного удара, но есть и такие, на которых понадобится три удара. Как и во многих играх, получив урон от врагов, бельчонок теряет одну единицу здоровья и получает временную неуязвимость, что проявляется в виде мигания его спрайта. Ни одна версия не содержит ограничения по времени, игрок может потратить на прохождение столько, сколько ему понадобится на каждом уровне, хотя в некоторых версиях за быстрое прохождение уровня игроку дадут дополнительные очки. Монеты, найденные на уровнях, не только дают очки и бонусы во время игры; если игрок соберёт 100 % монет, разбросанных на уровне, то получит дополнительную жизнь после прохождения уровня. Монеты, пополнения здоровья, орехи и дополнительные жизни часто спрятаны в секретных местах на уровнях.
Игрок начинает с определённым количеством единиц здоровья («маленьких жизней»), кол-во жизней по умолчанию различается в разных версиях, но их стартовое кол-во можно выставить в меню «Options». Потеряв все единицы здоровья, затрачивается одна жизнь, а уровень придётся проходить сначала. После потери всех жизней, игроку предлагается выбор: начать игру сначала или начать сначала только локацию, пытаться пройти локацию можно бесконечное количество раз.

## Система паролей
После прохождения каждой локации и подсчёта очков, во всех версиях, кроме оригинальной версии для Super Nintendo, показывается пароль следующей локации. Пароли можно вводить, выбрав на титульном экране меню "Password". Сделано это для того, чтобы, остановившись, не перепроходить всю игру заново, а начать с незавершённой локации, а также возвращаться на понравившиеся локации в любое время.

## Отзывы и критика
| Сводный рейтинг    | Сводный рейтинг                            |
| Агрегатор          | Оценка                                     |
| ------------------ | ------------------------------------------ |
| GameRankings       | 69,00 % (GBC) 53,00 % (SNES) 40,00 % (SMD) |
| Иноязычные издания |                                            |
| Издание            | Оценка                                     |
| GamePro            | 3,25/5 (SNES)                              |

SNES N-Force дали игре 90%, отмечая, что игра похожа на детскую книгу.
Superplay дали версии для SNES  86%.
Supersonic дали игре 93%.